# Klagenfurt Hauptbahnhof
Klagenfurt Hauptbahnhof – stacja kolejowa w Klagenfurt am Wörthersee, w kraju związkowym Karyntia, w Austrii. Stacja posiada 3 perony.